# Eduard Göth
Eduard Göth (geboren am 3. Februar 1898 in Wien; gestorben am 13. März 1944 ebenda) war ein österreichischer Lehrer und Widerstandskämpfer gegen den Nationalsozialismus.

## Leben
Der Oberlehrer Eduard Göth leitete eine Schule der Hitler-Jugend im Haus der Sauerstiftung in der Hinterbrühl. Er gehörte der von Johann Otto Haas aufgebauten Widerstandsorganisation der Revolutionären Sozialisten an, die in Ostösterreich, Salzburg, Tirol und Süddeutschland tätig war. Zwecks Tarnung übernahm Göth die Funktion eines Ortswalters der Deutschen Arbeitsfront. Der Schwerpunkt seiner Widerstandstätigkeit lag im Verfassen von Berichten über die Rüstungsindustrie in Floridsdorf und Wiener Neustadt. Insbesondere seine Arbeit in den Wiener Neustädter Flugzeugwerken war für die Gruppe wichtig, weil er Einblicke in die Aufrüstung des Regimes bekam. Die Widerstandsgruppe umfasste an ihrem Zenit mindestens 200 Personen. Mutmaßlich auf Grund einer Denunziation erfolgte schließlich ihre Zerschlagung und die Verurteilung von mindestens vierzig Mitgliedern zum Tode.
Göth wurde am 7. August 1942 verhaftet, von der Gestapo Wien erkennungsdienstlich behandelt, fotografiert und verhört. Er war zuerst im Gestapo-Hauptquartier am Wiener Morzinplatz inhaftiert, danach im Gefängnis des ehemaligen Bezirksgerichts Margareten (heute Justizanstalt Wien-Mittersteig) und wurde schließlich nach Berlin deportiert, wo er in einem Schauprozess vor dem Volksgerichtshof am 15. Dezember 1943 gemeinsam mit Johann Otto Haas zum Tode durch das Fallbeil verurteilt wurde. Den Vorsitz führte Roland Freisler. Ein weiterer Mitangeklagter erhielt eine Gefängnisstrafe von zwölf Jahren. In Briefen an seine Kinder schrieb Göth 1943 unter anderem: „Weil ich mich zur Gewaltlosigkeit bekannt habe, muss ich sterben. Darum klage ich an: 1) Adolf Hitler, 2) Gestapo, Zimmer 223. Hier wurde ich genötigt, Protokolle mit Bekenntnissen, die nicht der Wahrheit entsprachen, zu unterschreiben.“ Göths Hinrichtung erfolgte am 13. März 1944 im Wiener Landesgericht.
Am 20. Dezember 1945 begannen beim Volksgericht Wien gerichtliche Voruntersuchungen gegen den mutmaßlichen Denunzianten, der zum Nachfolger Göths als Ortswalter bei der Deutschen Arbeitsfront in der Hinterbrühl ernannt worden war. Da ihm nichts Konkretes nachgewiesen werden konnte, erfolgte 1946 ein Freispruch. Der Verfahrensakt ist jedoch wegen der beiliegenden Beweisstücke von hohem historischen Wert. Der Akt enthält Briefe, die Göth seiner Familie zukommen lassen konnte. Seine Schwiegermutter hatte einen Aufseher mit teuer erstandener Butter und Eiern bestochen. In diesen Briefen schilderte der Inhaftierte sehr persönlich seine Situation, geprägt von „geistiger Einsamkeit, Hunger, Kälte und Schmutz“ und der Sorge um seine Familie. Er setzte sich auch mit der Frage des eingegangenen Risikos auseinander.
Eduard Göth wurde in der Schachtgräberanlage der Gruppe 40 des Wiener Zentralfriedhofes bestattet, in Reihe 22, Grab 47. Die Gräberanlage ist heute als Ehrenhain den hingerichteten Widerstandskämpfern gewidmet.

## Gedenken
- Gedenkstein in der Hauptallee von Blumau
- Gedenktafel der SPÖ am Städtischen Friedhof Mödling
- Gedenktafel im Hinrichtungsraum des Wiener Landesgerichts, heute Weihestätte für die an diesem Ort hingerichteten Opfer des NS-Regimes
- Stolperstein in Hinterbrühl

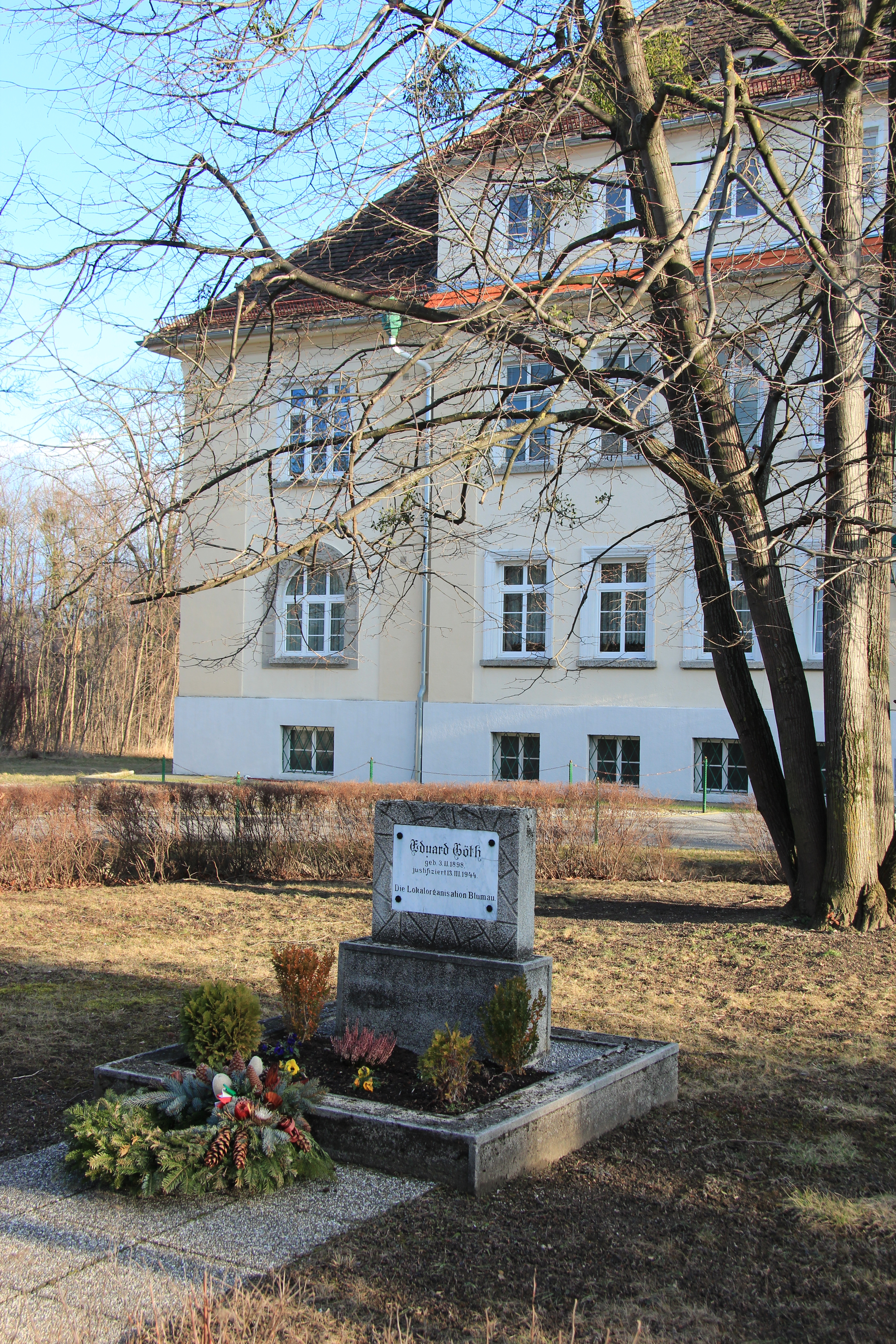
Gedenkstein in Blumau
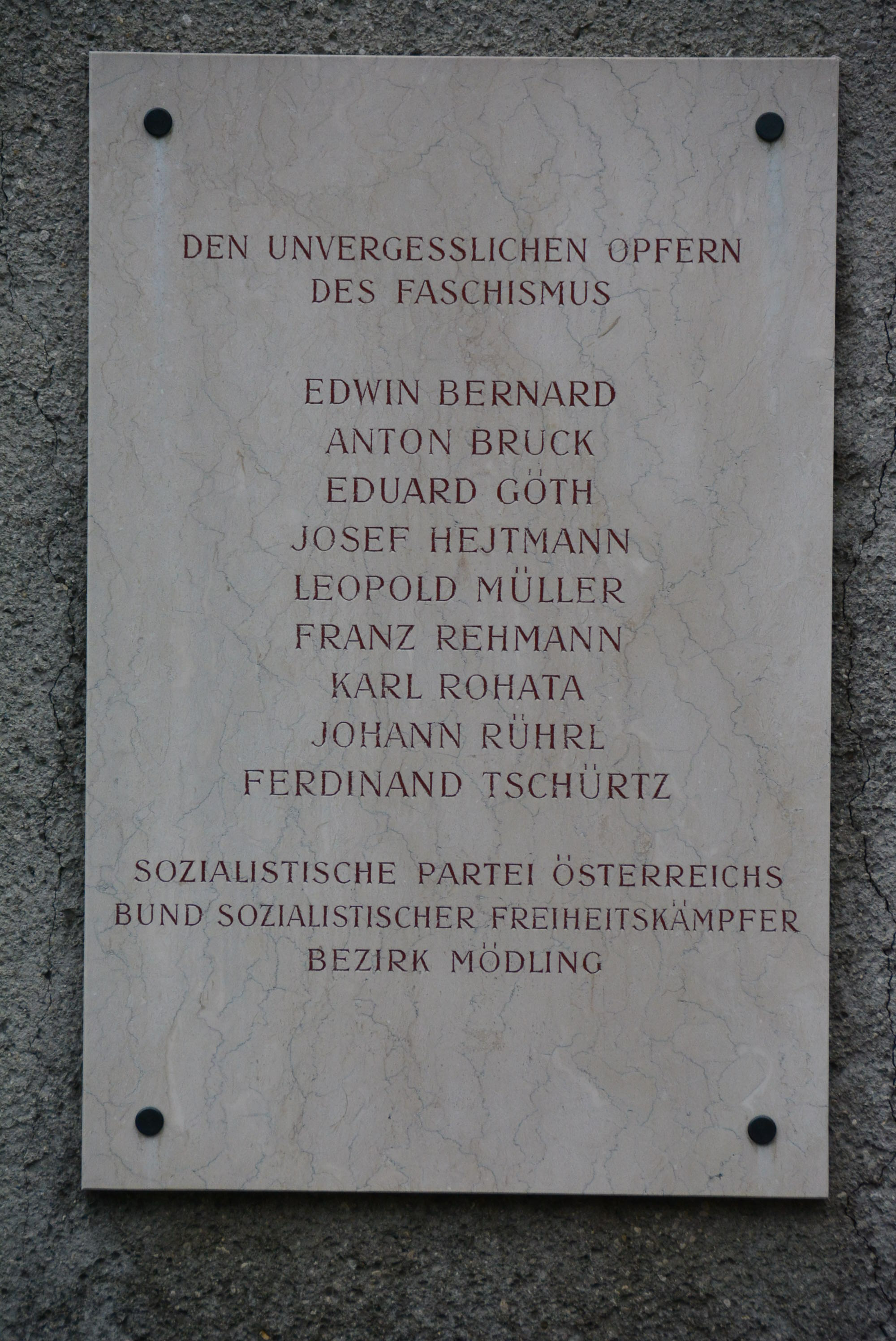
Gedenktafel am Friedhof Mödling
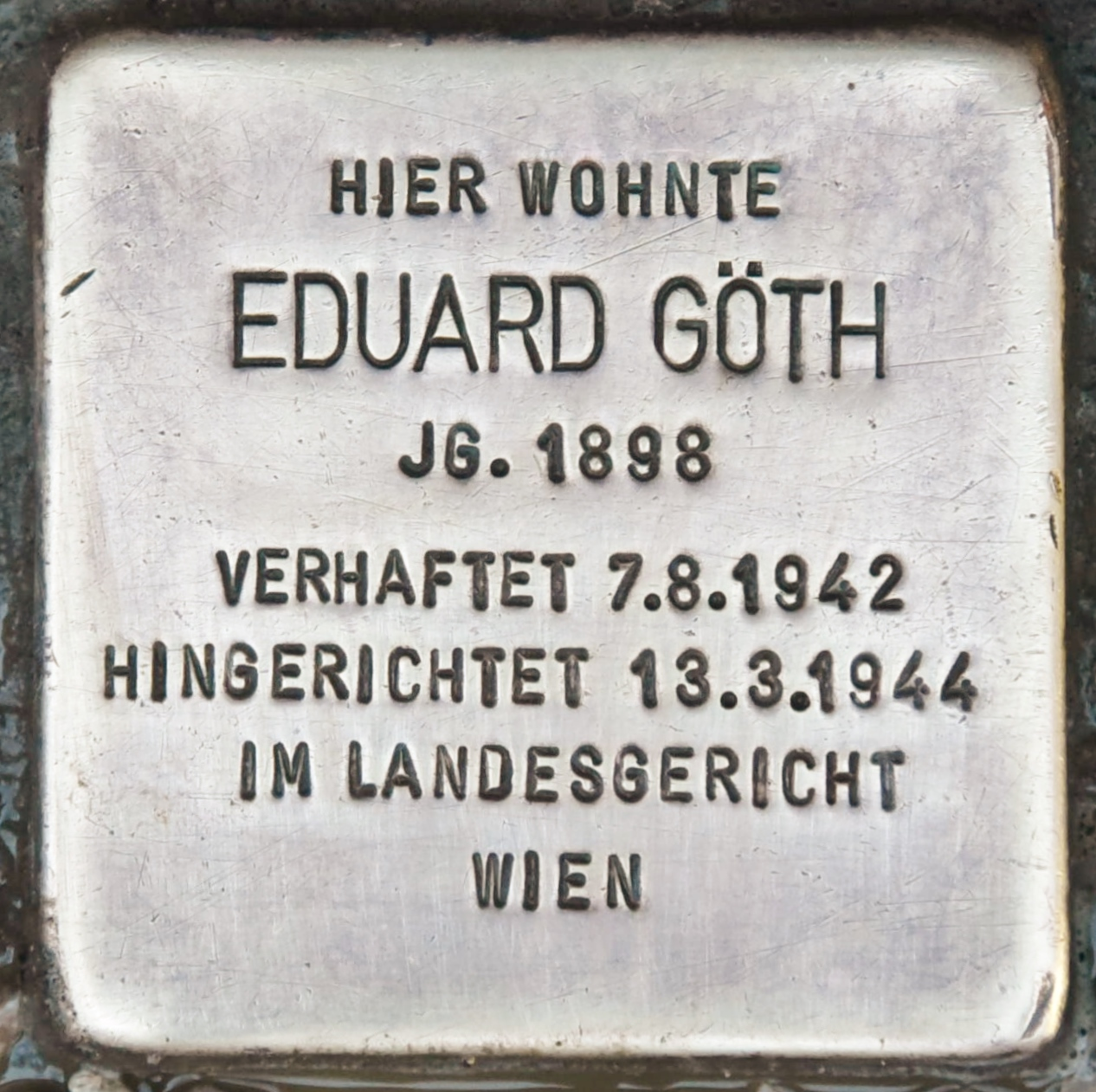
Stolperstein in der Hinterbrühl